# 弗里丁湖
47°46′22″N 8°54′15″E / 47.772705°N 8.904213°E
弗里丁湖（德語：Friedinger See），是德國的湖泊，位於該國西南部，由巴登-符騰堡州負責管轄，處於康斯坦茨縣，長0.7公里、寬0.5公里，面積0.24平方公里，海拔高度417米，最大水深60米，湖岸線長度2.2公里。